# Chris Stewart (Autor)
Chris Stewart (* 27. März 1951 in Crawley, Sussex, England) ist ein englischer Autor, der autobiografisch sein Leben als Landwirt in den spanischen Alpujarras, einer Region in Provinz Granada, beschreibt, wo er gemeinsam mit seiner Frau Ana und seiner Tochter Chloë lebt.
Bei der Regionalwahl 2007 in Órgiva, bei der er für eine grüngerichtete Partei kandidierte, erreichte er 201 Stimmen (rund 8 %).
Er war Gründungsmitglied der britischen Rock-Band Genesis, in der er 1967/68 Schlagzeug spielte.

## Musiker
Stewart besuchte ab 1964 die Charterhouse School in Godalming, England. Für die Band „The Garden Wall“ seiner Schulkollegen Peter Gabriel (Gesang und Flöte) und Tony Banks (Keyboards) betätigte er sich 1966 als Schlagzeuger. Bald darauf fusionierten die Musiker mit der Schulband „Anon“ der Gitarristen Anthony Phillips und Mike Rutherford zur später als Genesis bekannten Gruppe.
Stewart spielte auf den ersten beiden im Februar bzw. Mai 1968 unter der Ägide von Jonathan King veröffentlichten Genesis-Singles The Silent Sun/That's Me und A Winter's Tale/One-Eyed Hound. Auf dem sonstigen bisher veröffentlichten Genesis-Material der Frühzeit (vierte CD des Archive I – 1967–1975) ist er nicht zu hören.
Im Sommer 1968 wurde er auf Initiative von Jonathan King aus der Band geworfen. Er erhielt später eine Abfindungssumme von 300 Pfund, für die er im Gegenzug auf seine Rechte an den frühen Aufnahmen verzichtete. In einem Interview schilderte Stewart, dass er den Rauswurf als derart traumatisch erlebte, dass er sich bis heute nicht an den Moment erinnern könne, als ihm Anthony Phillips die Botschaft überbrachte. Für das anstehende Genesis-Debütalbum wurde Stewart durch John Silver ersetzt. Nach dem Schulabschluss spielte er für einige Zeit in einem 2-Mann-Zirkusorchester, ehe er begann, für private Zwecke in Sevilla, Spanien, Flamenco-Gitarre zu lernen.

## Weiterer Lebensweg
Chris Stewarts Lebensgeschichte ist bis zu seiner Sesshaftwerdung in Andalusien geprägt von zahlreichen Reisen und Gelegenheitsjobs, die er unterwegs annahm. So arbeitete er unter anderem im französischen Weinbau und in spanischen Orangenplantagen. Durch die Reisen erlangte er auch vielfältige Sprachkenntnisse, darunter in Spanisch, Französisch, Deutsch und Chinesisch. Für den englischen Reisebuch-Verlag Rough Guides unternahm er Reisen nach Spanien, in die Volksrepublik China und in die Türkei. In Dallas, Texas, machte er den Pilotenschein für Kleinflugzeuge. Erst die Ausbildung zum Schafscherer in Sussex, England, sicherte ihm ein mehr oder weniger regelmäßiges Einkommen, mit dem er bis zu seinen Erfolgen als Autor überwiegend den Lebensunterhalt für seine Familie bestritt.

## Bücher

### Driving Over Lemons
1999 kam Stewarts erstes Buch Driving Over Lemons mit dem Untertitel „An Optimist in Andalucía“ auf den Markt, das 2001 unter dem Titel Unter den Zitronenbäumen auch in deutscher Sprache erschien. Es erzählt in humoristischer und selbstironischer Art und Weise von seiner Ankunft in Spanien, dem Erwerb der halbverfallenen Farm „El Valero“, die er mit Hilfe von Einheimischen für sich und seine Frau renovierte, und vom beschwerlichen Leben ohne Strom, Fließwasser und Zufahrtsstraße. Es porträtiert auch die Schönheit der Landschaft und die Eigenheiten der manchmal verschrobenen, aber auch liebenswerten Einheimischen.
Auf der Buchrückseite schrieb Peter Gabriel sinngemäß: „Ein idyllisches Leben an einem abgeschiedenen und sonnigen Platz Europas ist eine ‚Fantasie’, die normalerweise an harten Realitäten zerbricht und wieder verworfen wird. Chris ist aus einem anderen Holz geschnitzt. ‚Driving Over Lemons‘ ist ein wunderschöner Bericht von seinem andalusischen Abenteuer.“
Das Buch, für das Stewart den britischen Buchpreis als bester Nachwuchsautor erhielt, wurde auch international ein Bestseller. Der englische Originaltitel bezieht sich darauf, dass es in Andalusien oft zitronenverschmierte Wege gibt, so wie z. B. in Mitteleuropa in manchen ländlichen Gegenden das Mostobst zur Reifezeit auf der Straße liegt, wo es achtlos überfahren wird.

### A Parrot in the Pepper Tree
2002 erschien Stewarts zweites Buch A Parrot in the Pepper Tree, deutscher Titel Ein Papagei im Pfefferbaum. Dieses Buch ist einerseits eine Fortsetzung des ersten Buches, bietet andererseits aber auch eine Zeitreise in Stewarts Vergangenheit: Von der eigenen Schulzeit und sein Engagement bei Genesis über die weiteren Lebensabschnitte vor der Sesshaftwerdung in Andalusien bis hin zu seinem Erfolg als Buchautor.
Auch dieses Buch war wieder in den Bestseller-Listen zu finden. Der Titel bezieht sich auf einen Wellensittich, also keinen Papagei im engeren Sinn, der der Familie eines Tages zuflog und seither sein selbst gewähltes Domizil auf der Farm hat.

### The Almond Blossom Appreciation Society
2006 veröffentlichte Stewart sein drittes Buch mit dem Titel The Almond Blossom Appreciation Society, wiederum eine Art Fortsetzung zu den ersten beiden Büchern. Wie schon beim zweiten Buch verzichtete der Autor auf eine chronologische Reihenfolge der Geschichten. Die bunt gemischten Erinnerungen an sein Leben in Spanien enthalten diesmal vermehrt auch Begebenheiten jüngeren Datums: Die durch den Erfolg seiner Bücher entstandene finanzielle Unabhängigkeit hat Stewart beispielsweise dazu genutzt, sich auch sozial- und lokalpolitisch zu engagieren, wie etwa bei einem Verein für neuankommende Fremdarbeiter in Spanien.
Die im Buchtitel genannte „Mandelblüten-Wertschätzungs-Vereinigung“ ist allerdings ein scherzhafter Ausdruck für jenen engeren Freundeskreis Stewarts, der die Schönheiten der Landschaft auch einmal abseits von der damit verbundenen Arbeit bei ausgedehnten Wanderungen aktiv genießen kann.

### Three Ways to Capsize a Boat
Nachdem Stewart zwischendurch zur Genesis-Biographie „Chapter & Verse“ (2007) einen zweiseitigen Essay über seine Zeit in der Band beigetragen hatte, erschien mit Three Ways to Capsize a Boat, Untertitel „An Optimist Afloat“, 2009 ein weiteres autobiographisches Werk des Autors. Diesmal dreht sich alles um das Thema Segeln.

### Last Days of the Bus Club
Im Juni 2014 erschien das bislang letzte Buch mit dem ironischen Untertitel "The Fourth Book in the Driving Over Lemons Trilogy". Es beinhaltet wieder verschiedenste autobiografische aber nicht chronologisch aufgebaute Anekdoten in losem Zusammenhang.